# Адзітарово
Адзіта́рово (рос. Адзитарово, башк. Атйетәр) — село у складі Кармаскалинського району Башкортостану, Росія. Адміністративний центр Адзітаровської сільської ради.
Населення — 499 осіб (2010; 693 в 2002).
Національний склад:
- татари — 79 %